# Sténio
Pour les articles homonymes, voir Matos.
Ne doit pas être confondu avec Stênio.
Sténio Nivaldo Matos dos Santos, surnommé Sténio (né le 6 mai 1988 à Mindelo au Cap-Vert), est un footballeur cap-verdien.

## Biographie

### En club
Sténio commence sa carrière dans son pays natal, le Cap-Vert, avec le club de l'Academia Mindelo. Il quitte l'équipe en 2009 pour rejoindre le CS Mindelense, où il reste seulement un an. Il quitte ensuite en 2010 le Cap-Vert pour le Portugal. Il rejoint le CD Feirense, club de Liga Orangina.
Lors de sa première saison à Feirense, il ne joue que quelques matchs, et son équipe est promue en Primeira Divisão. Lors la saison suivante, il joue 22 matchs. Cependant, l'équipe est reléguée à la fin du championnat.

### En équipe nationale
Sténio joue son premier match international en 2012. Il jouera trois matchs internationaux cette année-là.
En 2013, il fait partie des 23 joueurs retenus pour disputer la Coupe d'Afrique des nations 2013[réf. nécessaire]. Il ne joue cependant aucun match lors de ce tournoi.